# 청줄돔
청줄돔은 농어목 청줄돔과의 바닷물고기이다. 몸의 길이는 약 25cm이다. 몸은 계란 모양이고 옆으로 납작하다. 눈의 위쪽 및 머리의 윗부분과 가운데 부분에는 흰줄의 띠가 없다. 좌우의 아가미막은 나비가 매우 넓은 부분이 협부와 붙어 있다.
몸의 얼룩무늬는 치어와 성어가 다르고 개체변이가 많다. 비늘의 노출면에는 작은 가시가 촘촘히 나 있다. 몸의 빛깔은 황갈색이며 옆구리에는 7~10줄의 선명한 검은색 테두리를 가진 푸른색의 세로줄이 평평하게 있다. 몸의 중축부 및 그 부근에 있는 세로줄은 주둥이 끝에서 꼬리지느러미의 기저에 이른다.
수심 5~15m인 연안의 돌이나 암초로 된 지역에 서식한다. 보통 수컷 1마리와 암컷 여러 마리가 작은 무리를 이룬다. 대한민국, 일본, 대만, 중국 동남부 등 서부태평양의 열대 해역에 분포한다.